# Last Night in Soho
Last Night in Soho (bra: Noite Passada em Soho; prt: A Noite Passada em Soho) é um filme de terror psicológico britânico de 2021, dirigido por Edgar Wright, e co-escrito por ele e Krysty Wilson-Cairns. O filme é estrelado por Thomasin McKenzie, Anya Taylor-Joy, Matt Smith, Diana Rigg, Rita Tushingham e Terence Stamp. O filme marca as últimas aparições de Rigg e Margaret Nolan, que morreram em setembro e outubro de 2020, respectivamente.
Last Night in Soho foi apresentado em 4 setembro de 2021 no Festival de Veneza, e em 29 de outubro de 2021 foi lançado pela Focus Features nos Estados Unidos e internacionalmente pela Universal Pictures.

## Sinopse
Eloise, uma jovem apaixonada por design de moda e um estranho sexto sentido, misteriosamente é transportada de volta no tempo para Londres em 1966, no corpo de seu ídolo, uma cantora chamada Sandy. No corpo de Sandy, ela entra em um relacionamento romântico, mas a cidade na década de 1960 não é o que parece ser e o passado e o presente parecem desmoronar com consequências sombrias e horríveis.

## Elenco
- Thomasin McKenzie como Eloise Turner
- Anya Taylor-Joy como Sandy
- Matt Smith como Jack
  - Terence Stamp como Jack (velho)
- Diana Rigg como Miss Collins
- Rita Tushingham como Peggy Turner
- Jessie Mei Li como Lara
- James Phelps como Charles
- Oliver Phelps como Ben
- Michael Ajao como John
- Synnøve Karlsen como Jocasta
- Margaret Nolan
- Lisa McGrills

## Produção
As filmagens começaram em 23 de maio de 2019 e terminaram em 30 de agosto de 2019. É apontado que o filme foi inspirado por outros filmes de terror britânicos, como Don't Look Now, de Nicolas Roeg e Repulsion, de Roman Polanski, com Wright mencionando o uso da viagem no tempo pelo filme. Wright postou várias fotos em sua conta do Instagram mostrando que as filmagens adicionais começaram em 24 de junho de 2020 e foram concluídas em 5 de agosto de 2020.

## Lançamento
O filme foi originalmente programado para ser lançado em 25 de setembro de 2020, mas foi adiado para 23 de abril de 2021, devido à pandemia de COVID-19. Em janeiro de 2021, a estreia do filme foi novamente adiada para 22 de outubro de 2021. A
Em 25 de maio de 2021, foi lançado o primeiro trailer do filme. Em junho de 2021 foi anunciado que será apresentado no Festival Internacional de Cinema de Toronto em setembro do mesmo ano. No mês seguinte, seu lançamento nos Estados Unidos e Reino Unido foi adiado para 29 de outubro de 2021. Em 4 de setembro de 2021 ele foi apresentado no Festival de Veneza.
No Brasil, foi exibido pela Warner/Universal na Mostra Internacional de Cinema de São Paulo 2021, apenas em sessões presenciais. e está programado para ser lançado em 18 de novembro do mesmo ano nos cinemas do país.

## Recepção
No agregador de críticas Rotten Tomatoes, que categoriza as opiniões apenas como positivas ou negativas, o filme tem um índice de aprovação de 75% calculado com base em 273 comentários dos críticos que é seguido do consenso: "Embora se esforce para manter seu impulso inicial emocionante, Last Night in Soho mostra flashes de Edgar Wright em sua forma mais elegante e ambiciosa." Já no agregador Metacritic, com base em 55 opiniões de críticos que escrevem em maioria para a imprensa tradicional, o filme tem uma média aritmética ponderada de 65 entre 100, com a indicação de "revisões geralmente favoráveis".
Waldemar Dalenogare avaliou com nota 7/10 dizendo que é um filme para bons debates e que Edgar Wright evoca clássicos do terror britânico como Repulsion.